# 篁墩站
篁墩站位于安徽省黄山市屯溪区屯光镇篁墩村，是皖赣铁路的一个车站。车站建于1981年，建成初期为乘降所，后改为会让站。该站由上海铁路局芜湖车务段管辖，车站以及上下行均未实现电气化。现为五等站，办理列车通过、会让业务；客运办理职工通勤业务。不办理货运营业。